# Mountain Bike Challenge
Die Mountain Bike Challenge ist eine von Greentube entwickelte Onlinespielreihe, deren neueste Version im Jahr 2014 erschienen ist. Im Herbst 2006 ging die Mountain Bike Challenge, damals noch unter dem Namen Rad Challenge, erstmals online. Aufgrund des großen Erfolges sind bisher sechs Versionen erschienen.
Ende August 2014 wurde die aktuelle Version des Spieles veröffentlicht. Im Gegensatz zu den bisherigen Versionen orientiert sich das Spiel an keinem realen Sportevent und bietet stattdessen fiktive Strecken. Das Spiel kann auf Englisch, Deutsch, Spanisch und auf Französisch gespielt werden. Die Mountain Bike Challenge ist als kostenlose App für Android und iOS erhältlich.

## Spielprinzip
Bei der Mountain Bike Challenge handelt es sich um ein Simulationsspiel, in dem ein virtueller Mountainbiker so schnell wie möglich das Ziel erreichen muss. Die aktuelle Version der Mountain Bike Challenge wird über eine kostenlose App am Handy gespielt. Aktuell können acht Levels bezwungen werden. Diese Abfahrtssimulationen bieten eine abwechslungsreiche Mischung aus Straßen- und Geländerennen.

### Design
Das Spiel besteht aus mehreren, fiktiven Strecken, die in verschiedenen Variationen gefahren werden können. Um nicht jedes Mal nach einem Sturz von vorne zu beginnen, sind die Strecken mit Checkpoints ausgestattet, die speziell markiert sind. Die isometrische Perspektive ermöglicht es den Spielern, diese schon vorzeitig zu erkennen.

### Levelsystem
Es gibt acht verschiedene Levels (Northern Woods, Dockside, Frozen Flats, Oil’n’Screw, Temple Path, Bikini Trails, Urban Garbage, Behind Bars), welche nacheinander gespielt werden können. Von diesen acht Levels sind zwei bereits zu Beginn freigeschaltet: Northern Woods und Dockside. Jedes Level ist in bis zu 6 Tracks unterteilt. Nachdem man einen Track das erste Mal erfolgreich gespielt hat, bekommt man einen Stern. Um weitere Levels freizuschalten, braucht man jeweils eine gewisse Anzahl Sterne. Daher muss jedes Level in verschiedenen Streckenvarianten gespielt und dabei verschiedene Aufgaben gelöst werden. Hat man die benötigte Anzahl an Sternen gesammelt, kann man ins nächste Level aufsteigen.
Das Spiel unterscheidet zwischen drei verschiedenen Track Modes:
- Circuit Race: Bei diesem Modus muss man zwei Runden in einer vorgegebenen Zeit fahren. Wird das Ziel erreichte, bekommt man einen Stern. Fährt man deutlich schneller, gibt es einen zweiten Stern.
- Start-Finish Race: Dieser Spielmodus ist ein klassisches Rennen, mit einem Start und einem Ziel. Im Unterschied zum „Circuit Race“ muss die jeweilige Strecke nur einmal gefahren werden.
- Time Attack: Im Gegensatz zum „Circuit Race“ geht es hier nicht um Zeit, sondern um eine bestimmte Distanz. Der Spieler fährt demnach so schnell wie möglich von einem Checkpoint zum nächsten. Die Zeit wird nach jedem Checkpoint zurückgesetzt, wobei der nächste noch schneller erreicht werden muss. Das Spiel endet, wenn die vorgegebene Zeit nicht erreicht wurde. Zur Belohnung gibt es auch hier ein bis zwei Sterne.

### Coins
Während des ganzen Spiels können Münzen gesammelt oder im App-Store gekauft werden. Mit dieser fiktiven Währung kann sich der Spieler, Schutzwesten oder andere Bikes kaufen. Mit dem Kauf des sogenannten „Medikit“ kann der Spieler die Gesundheitsanzeige nach einem Sturz wieder auffüllen und so die Wartezeit verringern. Die verschiedenen Mountainbikes unterscheiden sich wiederum in Geschwindigkeit und Agilität und erleichtern somit das Fahren auf schwierigen Strecken.

## Ältere Versionen
Bei den Versionen bis inklusive Mountain Bike Challenge 10 konnten die Spieler – teilweise parallel zu realen Sportevents – weltweit online an Wettkämpfen teilnehmen. In verschiedenen nationalen und internationalen Rankings wurde die jeweilige Bestzeit aufgenommen, die es dann wiederum zu schlagen galt. Zuvor konnte im Offlinemodus für die Turniere trainiert werden. In diesem Trainingsmodus konnte man die beste Fahrt eines beliebigen Spielers oder die eigene einblenden und dann gegen diesen „Geist“ antreten.
Die älteren Versionen der Mountain Bike Challenge finanzierten sich rein über In-Game-Werbung. Zu den Kooperationspartnern gehörten Sat.1, ProSieben und die BBC.

### Rad Challenge 06
Die erste Version des Spiels wurde im Herbst 2006 veröffentlicht. Der damalige Kooperationspartner war der ORF. Bereits bei der ersten Version konnte zwischen dem Online- und dem Offlinemodus gewählt werden. In Übungsfahrten wurde für das Qualifying trainiert. Bei der ORF Rad Challenge 06 gab es nur eine Strecke, die Großglockner-Hochalpenstraße, zur Auswahl.

### Rad Challenge 07
Die Rad Challenge 2007 fand parallel zur Mountainbike-WM statt. Nach und nach wurden neue Strecken freigeschaltet. Zuvor konnten die Spieler trainieren und danach im Qualifying gegeneinander antreten. Der Sieger konnte eines von zwei "Fatmodul"-Mountainbikes gewinnen.

### Mountain Bike Challenge 08
Am 17. Juni 2008 ging die bereits dritte Version der Mountain Bike Challenge online. Die SevenOne Intermedia war der offizielle Medienpartner des Spieles im Jahr 2008. Das Spiel konnte auf der Plattform SevenGames.de kostenlos gespielt werden. Ein weiterer Partner war die BBC, welche in diesem Jahr erstmals die Lizenzvereinbarung unterschrieb.
Die Mountain Bike Challenge 08 wurde, anlässlich der olympischen Spiele in Peking um die Strecke „Chinesische Mauer“ erweitert. Die Saison endete im Oktober 2008.

### Mountain Bike Challenge 09
Anfang Mai 2009 startete die vierte Saison der Mountain Bike Challenge. Wie bereits in den Jahren zuvor konnten die Spieler auch hier in einem Zeitraum von einem halben Jahr gegeneinander antreten. Zu den Rennstrecken gehörte Fort William, Heiligenblut, die Chinesische Mauer und Winterberg. Insgesamt wurde das Spiel von ca. zwei Millionen Menschen weltweit gespielt.

### Mountain Bike Challenge 10
Im Mai 2010 wurde die mittlerweile fünfte Version des Spieles veröffentlicht. In fünf Strecken (Fort William, Heiligenblut, Green Mountain, Chinese Wall, Winterberg) konnten die Spieler gegeneinander antreten. Neben einer überarbeiteten 3D-Umgebung sowie der sogenannten „Fahrphysik“ konnten Spieler zusätzlich zu den Community-Clients ihre persönlichen Bestzeiten auch auf Facebook posten. Zudem war es den Spielern erstmals möglich, ihr Bike und die Dresses individuell zu gestalten.